# Dakhla-oázis
A Dákhla-oázis (arabul: الداخلة  el-Dákhla) Egyiptom területén, a Líbiai-sivatagban a Khárga és Farafra oázisok között fekszik. Közúton Khárgától 190 km-re Ny-ra, illetve Farafrától 310 km-re DK-re. Lakossága 75 ezer fő volt 2002-ben, amely 14 faluban él. Fő települései: Mut, El-Maszara, Al-Kaszr, Kalamoun.
Repülőtere a Dakhla-oázis repülőtér.
Az oázis több más sivatagi oázissal együtt 2003 óta a világörökség javaslati listáján szerepel.

## Éghajlat
| Hónap                         | Jan. | Feb. | Már. | Ápr. | Máj. | Jún. | Júl. | Aug. | Szep. | Okt. | Nov. | Dec. | Év   |
| ----------------------------- | ---- | ---- | ---- | ---- | ---- | ---- | ---- | ---- | ----- | ---- | ---- | ---- | ---- |
| Rekord max. hőmérséklet (°C)  | 33,2 | 40,1 | 44,8 | 46,1 | 48,0 | 49,5 | 45,2 | 45,5 | 45,2  | 44,2 | 39,3 | 32,9 | 49,5 |
| Átlagos max. hőmérséklet (°C) | 21,5 | 24,0 | 28,1 | 33,6 | 37,3 | 38,9 | 39,0 | 38,4 | 36,4  | 32,9 | 27,1 | 22,8 | 31,7 |
| Átlagos min. hőmérséklet (°C) | 3,5  | 5,1  | 8,7  | 13,4 | 18,3 | 21,6 | 22,3 | 21,6 | 20,2  | 16,2 | 9,9  | 5,3  | 13,9 |
| Rekord min. hőmérséklet (°C)  | −3,9 | −3,8 | −0,8 | 2,1  | 7,4  | 12,4 | 15,4 | 15,2 | 12,2  | 7,7  | 1,0  | −2,1 | −3,9 |
| Átl. csapadékmennyiség (mm)   | 0    | 0    | 0    | 0    | 0    | 0    | 0    | 0    | 0     | 0    | 0    | 0    | 0    |
| Havi napsütéses órák száma    | 295  | 280  | 316  | 315  | 357  | 366  | 384  | 375  | 336   | 329  | 300  | 291  | 3943 |
| Forrás: NOAA                  |      |      |      |      |      |      |      |      |       |      |      |      |      |

## Látnivalók
- El-Kaszr település zegzugos keskeny utcáival igazi középkori hangulatot áraszt. A 12. századi mecset és medresze (iskola) tetejéről nagyszerű kilátás nyílik a környékre.
- A Deir el-Hagar templomot Nero római császár építtette az 1. században. (El-Kaszrtól 12 km-re nyugatra)
- A fáraók korából származnak az el-Muzawaka sírok. (El-Kaszrtól 5 km-re nyugatra)
- Néprajzi Múzeum, Mut
- Muttól 55 km-re délkeletre, a Dakhla-Kharga út mellett történelem előtti sziklarajzok (zsiráfok, antilopok, halak)

## Galéria

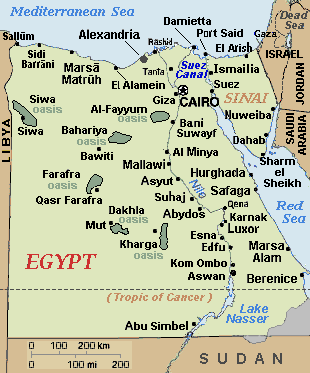
Egyiptom nagyobb oázisai

A Dakhla-oázis térképe
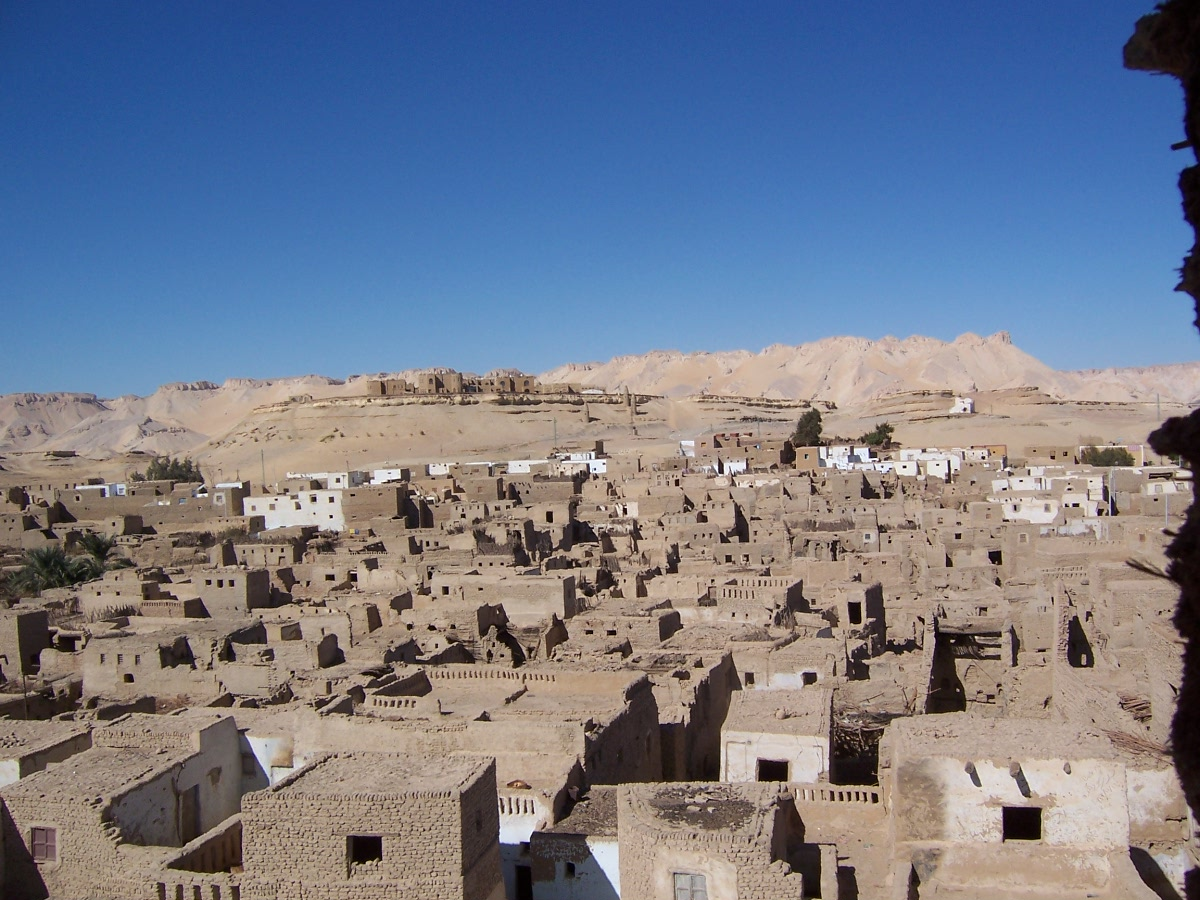
El-Qaszr
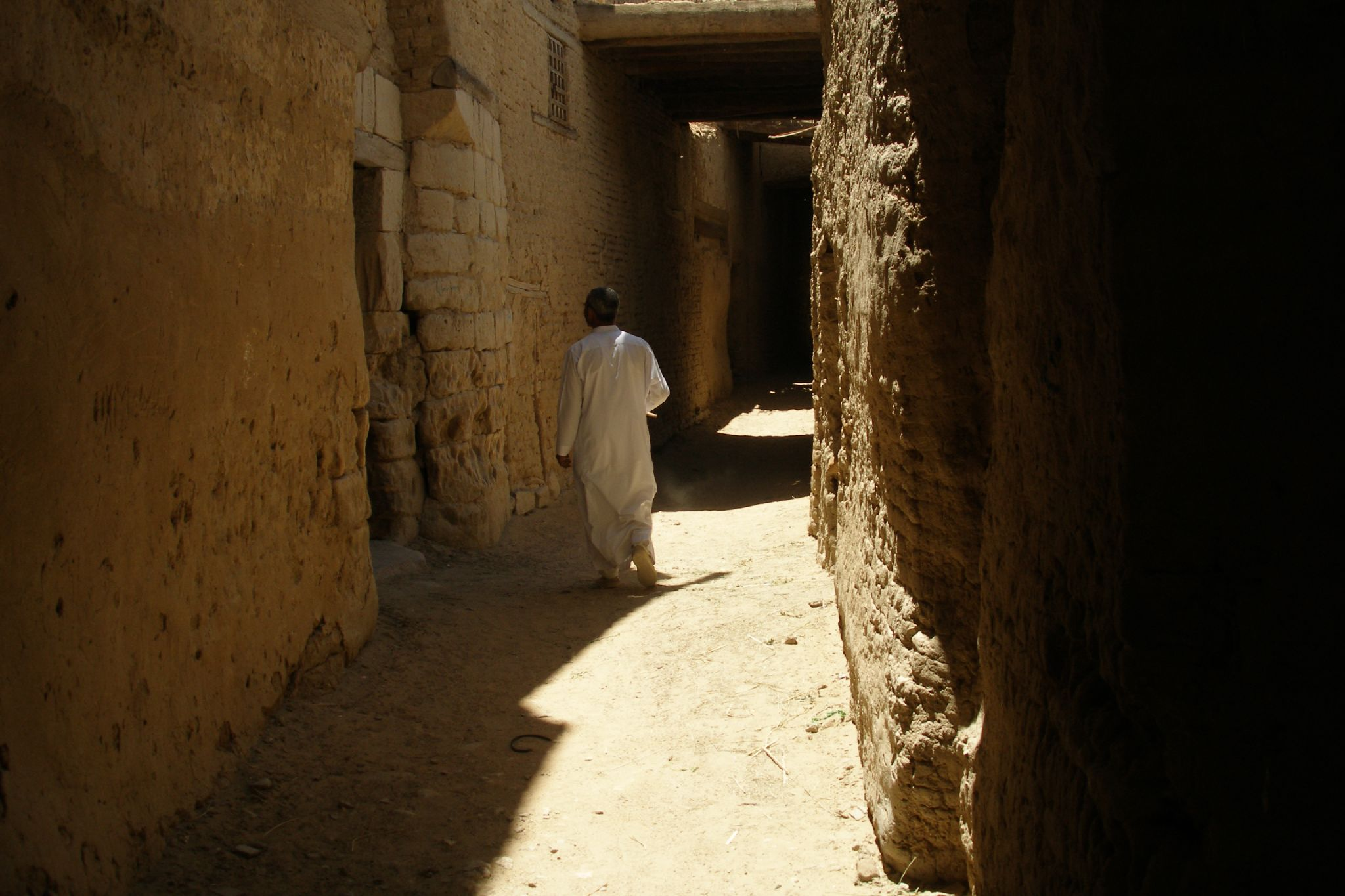
El-Qaszr
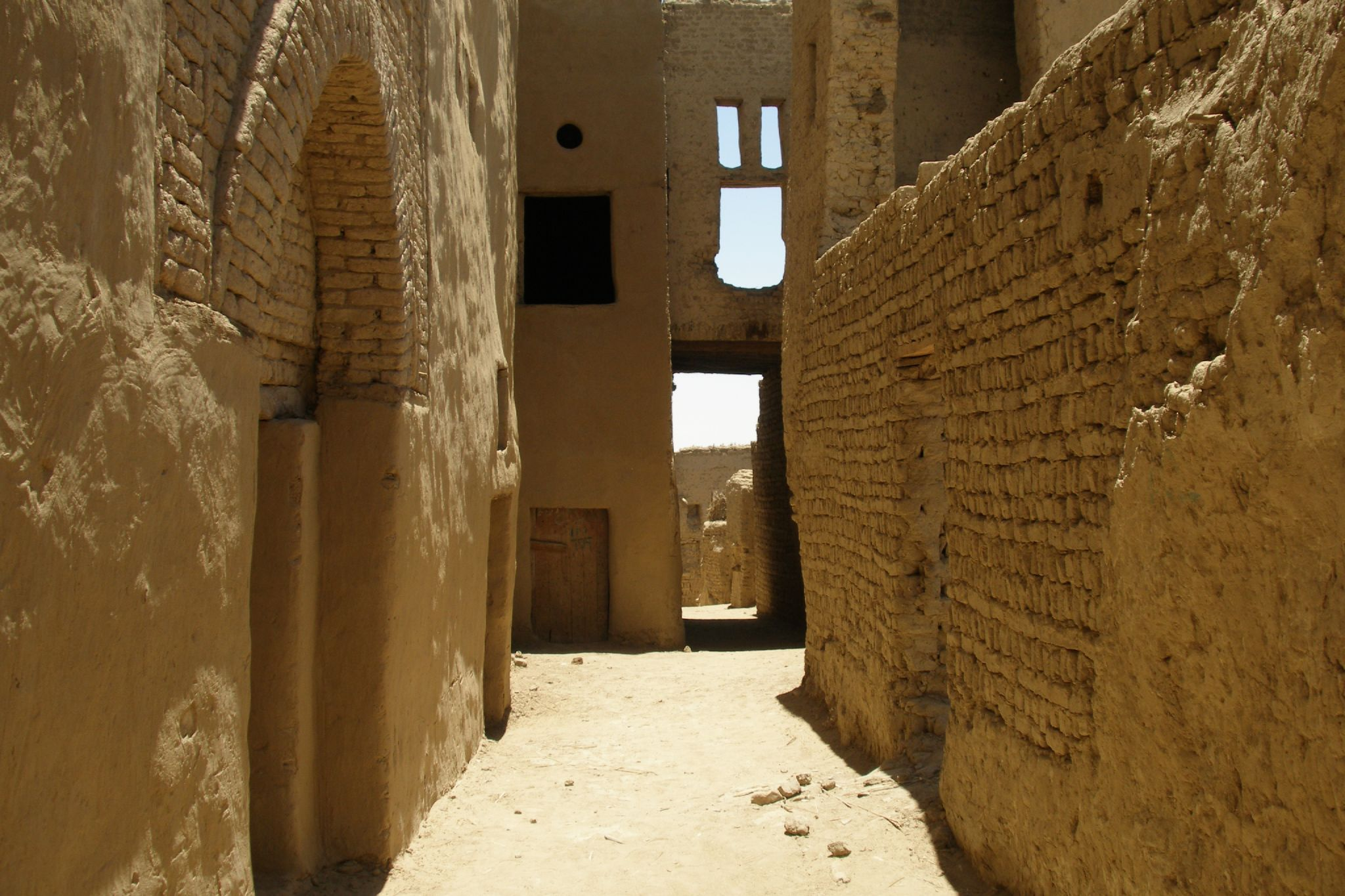
El-Qaszr
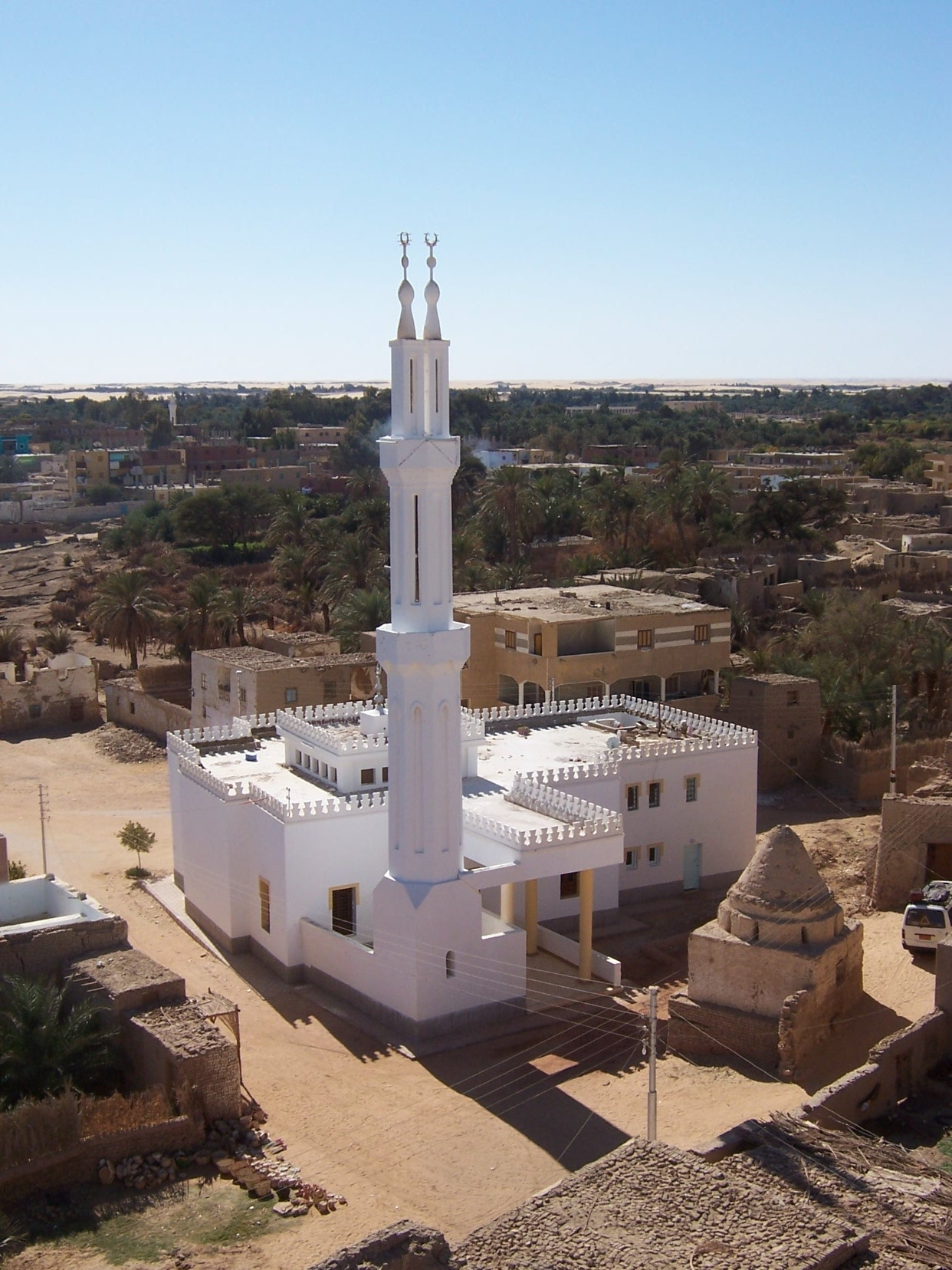
El-Qaszr mecsete
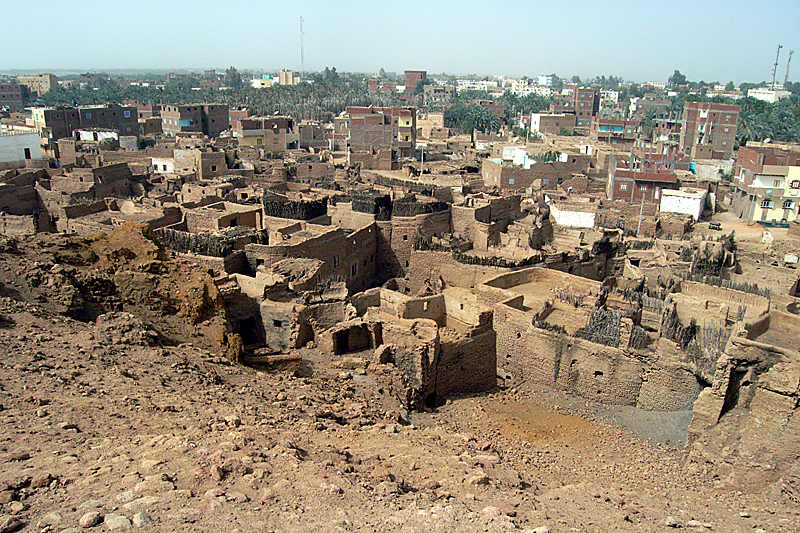
Mut óvárosa
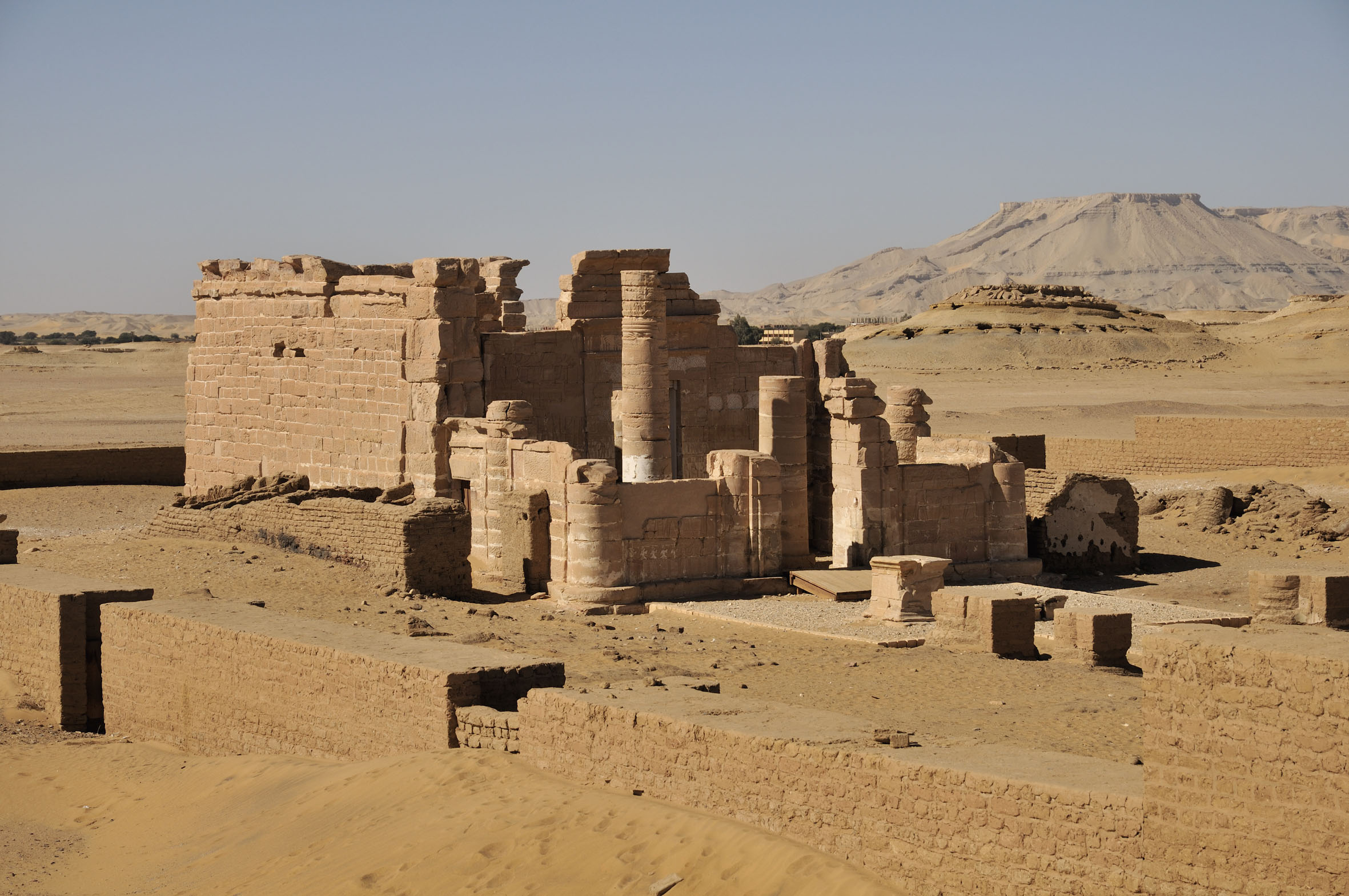
Deir el-Hagar templom

## Fordítás
Ez a szócikk részben vagy egészben  a   Dakhla Oasis című angol Wikipédia-szócikk fordításán alapul.  Az eredeti cikk szerkesztőit annak laptörténete sorolja fel. Ez a jelzés csupán a megfogalmazás eredetét és a szerzői jogokat jelzi, nem szolgál a cikkben szereplő információk forrásmegjelöléseként.